# Marte (mitologia)
Marte ou Mavorte é o deus romano da guerra e guardião da agricultura, uma combinação de características iniciais romanas com o grego Ares.

## Mitologia
Filho de Juno (deusa do matrimônio) e de Júpiter (deus do céu e do trovão), é considerado o deus do impulso, responsável por tomar atitudes rápidas e determinadas. Marte é também um dos deuses da guerra e da carnificina, mas principalmente da agricultura, colheita, dos campos, da vegetação, sendo assim, sempre relacionado com a fertilidade. Também era um deus do trabalho manual e confeccionador de armas. O Marte romano era diferente do Ares grego, em diferentes passagens, mitos e lutas. Marte (romano) andava na guerra ao lado de Virtu e Honor, diferentemente de Ares conhecido por andar nas guerras com Deimos e Fobos. Marte, desfilava ao fim de uma guerra do lado de Victoria e Vacuna, que às vezes era considerada sua esposa.
Marte tem o amor da deusa Vênus, e com ela teve um filho, Cupido e uma filha mortal, Harmonia. Na verdade tratava-se de uma relação adúltera, uma vez que a deusa era esposa de Vulcano, que arranjou um estratagema para os descobrir e prender numa rede enquanto estavam juntos na cama.
O povo romano considerava-se descendente daquele deus porque Rómulo é filho de Reia Sílvia ou Ília, princesa de Alba Longa, e Marte.
Assim como Marte é o deus romano da guerra, bem como seu correspondente Ares na mitologia grega. Há também Carióceco ou Marte Carióceco que é o deus lusitano da guerra. O planeta Marte provavelmente recebeu este nome devido à sua cor vermelha, que por ser a cor do sangue era associado à violência e não ao amor, como foi traduzido na cultura popular com associação às rosas.
Na epopeia portuguesa Os Lusíadas, o poeta Luís Vaz de Camões apresenta Marte como um forte e proeminente defensor do povo português que navega pelo oceano Índico, na esperança de concretizar a sua viagem até à Índia, opondo-se a Baco.
Pensa-se que Marte trata-se de um reflexo do deus proto-indo-europeu Perkwunos, que também produziu o Thor nórdico e vários deuses trovão nas religiões bálticas e védicas. Embora Marte tenha ostensivamente perdido essa função a Júpiter (embora é possível que a tenha retido em certo grau), várias características em comum com esses outros deuses permanecem, tais como a associação à agricultura, a virilidade masculina e o papel heroico.

## Galeria

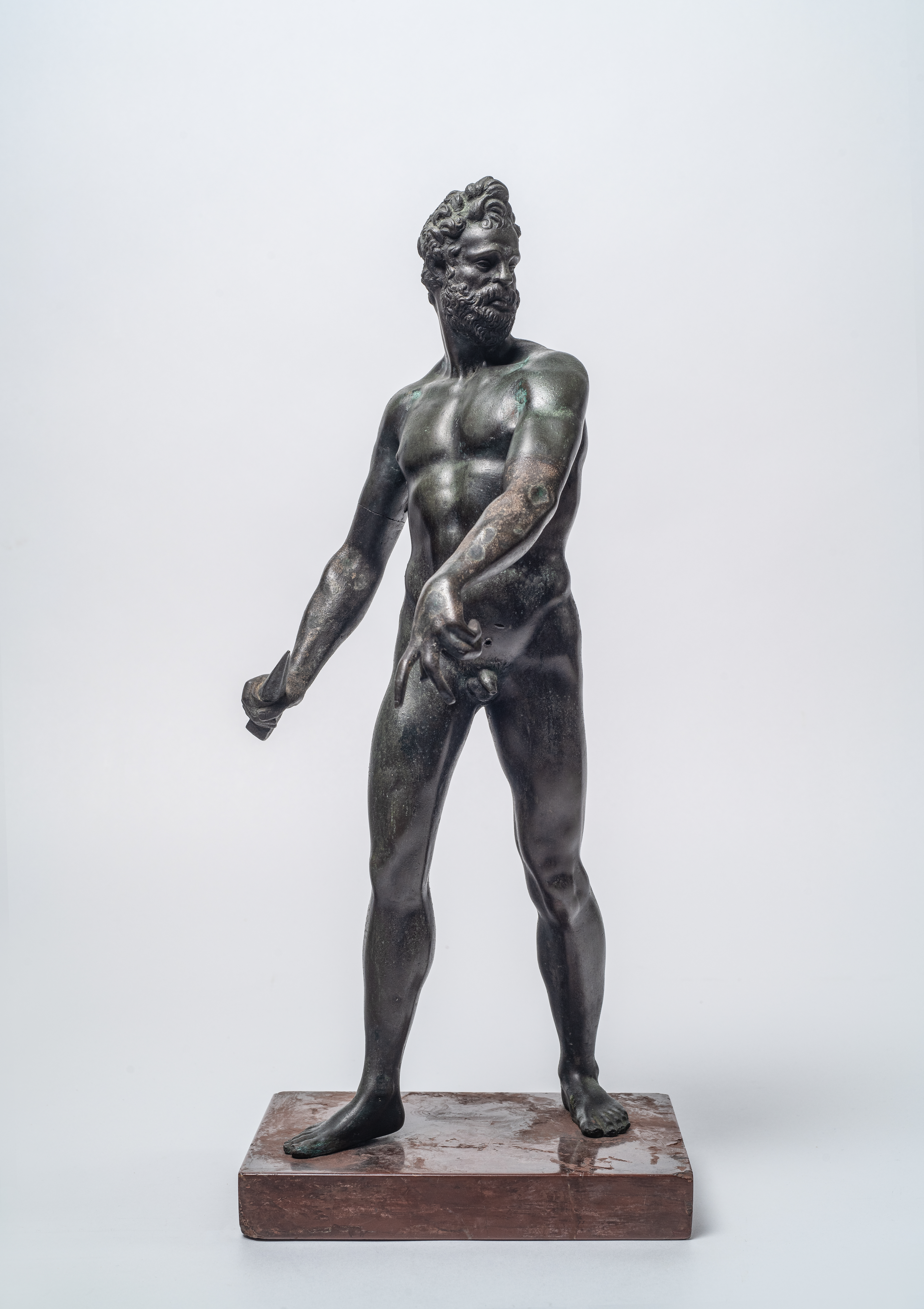
Giambologna, Marte. Itália, séc. 16, bronze, Casa Museu Eva Klabin
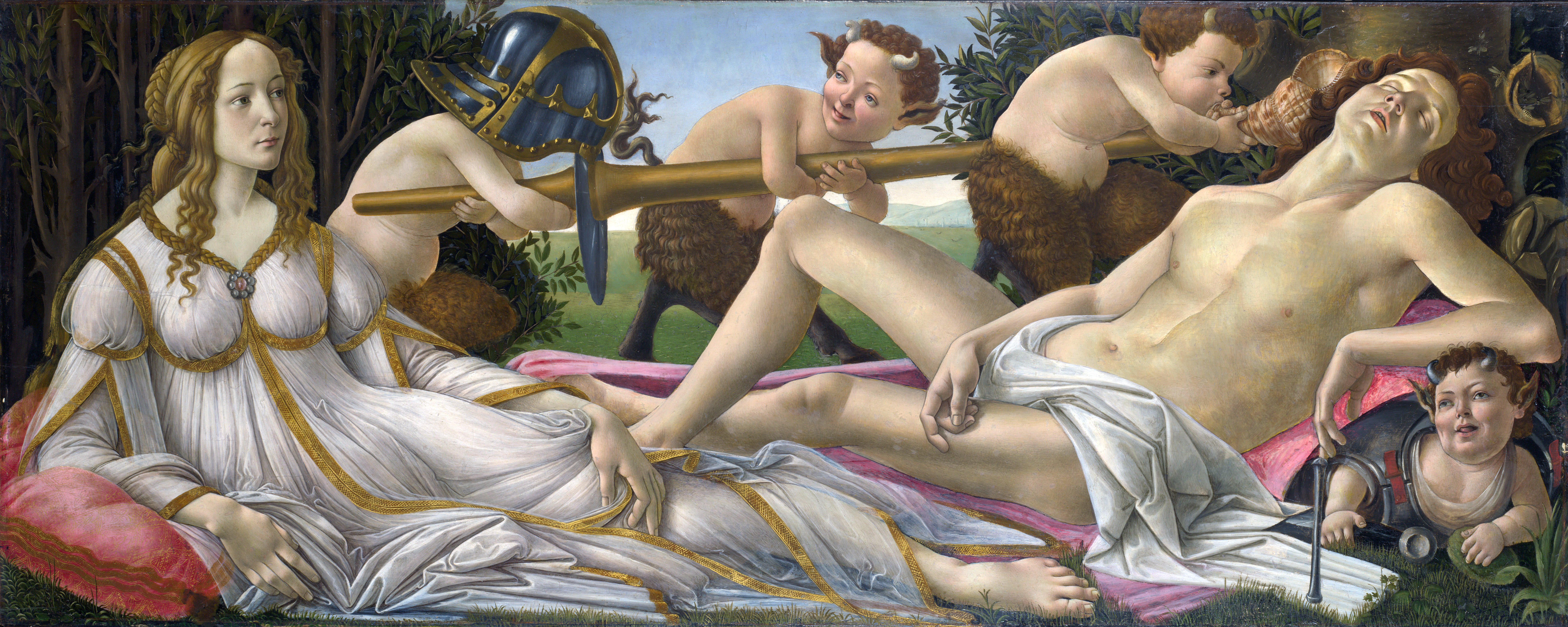
Sandro Botticelli, Marte e Vênus. National Gallery
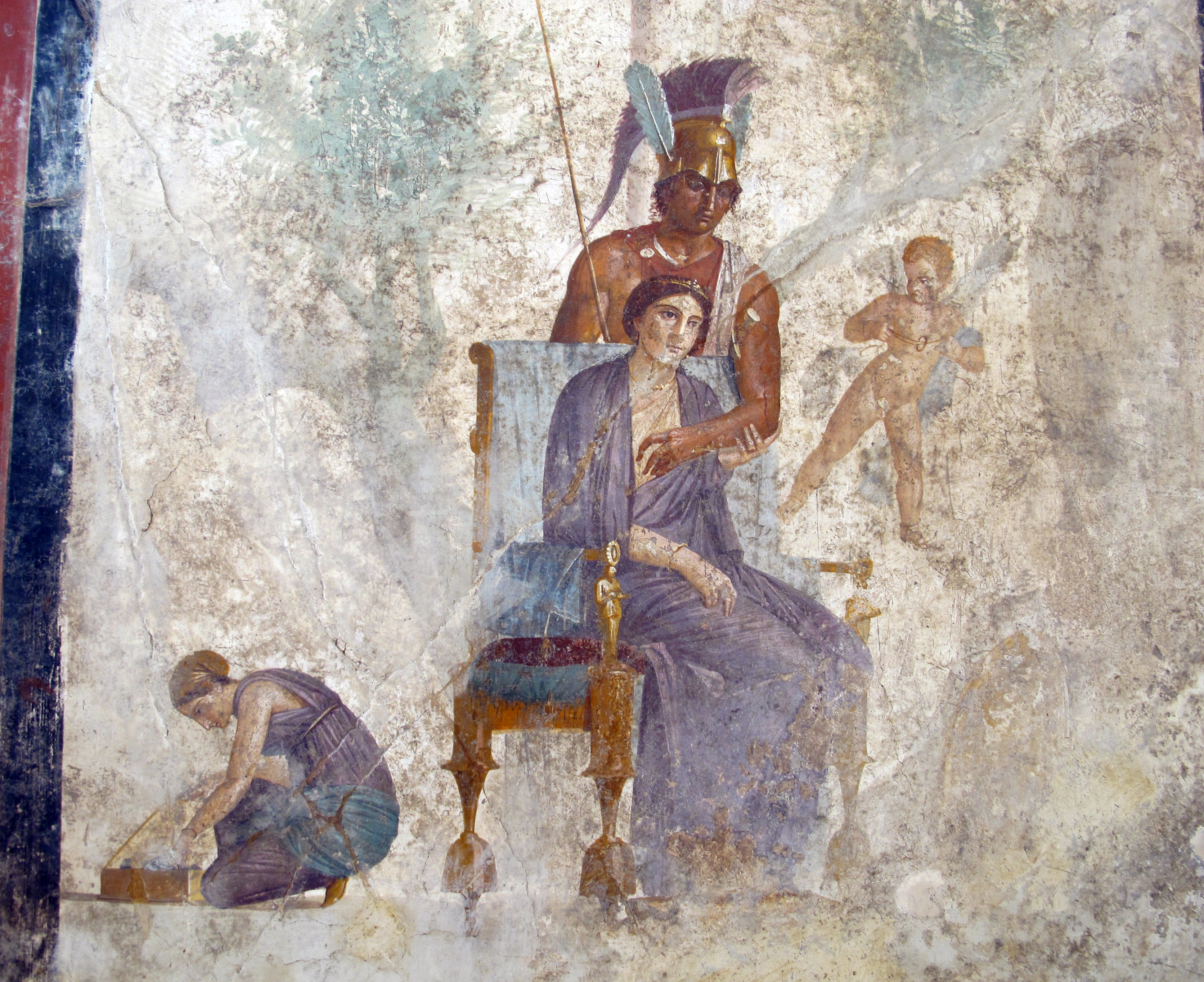
Vênus e Marte, afresco Romano de Pompeia, século I DC